# 15155 Ahn
15155 Ahn este un asteroid din centura principală de asteroizi.

## Descriere
15155 Ahn este un asteroid din centura principală de asteroizi. A fost descoperit pe 29 martie 2000 la Socorro, New Mexico, în cadrul proiectului LINEAR. El prezintă o orbită caracterizată de o semiaxă mare de 2,36 ua, o excentricitate de 0,06 și o înclinație de 5,6° în raport cu ecliptica.